# Snežana Maleševič
Snežana Maleševič, slovenska nogometašica, * 30. oktober 1985.
Od leta 2010 je članica angleškega prvoligaša Millwall Lionesses. Je tudi članica  Slovenske ženske nogometne reprezentance.